# SQL 슬래머
SQL 슬래머(SQL Slammer)는 컴퓨터 웜의 일종으로 1·25 인터넷 대란을 일으킨 것으로 알려졌다. 2003년 1월 25일 05:30 UTC부터 시작하여 십분 내에 7만 5천 대의 컴퓨터를 감염시켰다. 이름은 SQL 웜이지만, SQL 언어 자체의 결함을 사용하는 것이 아니라 마이크로소프트 SQL 서버의 버퍼 오버플로 버그를 이용하여 감염된다.